# Réponse d'Éros
La Réponse d'Éros est une mélodie d'Augusta Holmès composée en 1886.

## Composition
Augusta Holmès compose la Réponse d'Éros en 1886, sur un poème qu'elle écrit elle-même. L'œuvre, en si  majeur, est dédiée à Caroline Schaique. L'illustration de la mélodie est identique à celle de l'Hymne à Éros, signée Louise Abbéma. Elle a été publiée aux éditions Grus la même année.

## Réception
Dans les Portraits littéraires et mondains, Jean Lorrain raconte qu'Augusta Holmès a chanté la Réponse d'Éros. Il décrit la mélodie comme étant « d'une sensualité féroce ». En 1887, Augusta Holmès s'accompagne elle-même en chantant cette mélodie. La même année, la pièce est jouée en même temps que l'Hymne à Éros, salle Erard, chanté par Mlle Braig, élève de la compositrice. En 1893, dans un concert dédiée, Augusta Holmès interprète à nouveau elle-même la mélodie.